# Favonius coelestina
Favonius coelestina är en fjärilsart som beskrevs av Riley 1939. Favonius coelestina ingår i släktet Favonius och familjen juvelvingar. Inga underarter finns listade i Catalogue of Life.